# Кінгфішер (Оклахома)
Кінгфішер (англ. Kingfisher) — місто (англ. city) в США, в окрузі Кінгфішер штату Оклахома. Населення — 4903 особи (2020).

## Географія
Кінгфішер розташований за координатами 35°50′35″ пн. ш. 97°56′16″ зх. д. / 35.84306° пн. ш. 97.93778° зх. д. (35.843117, -97.937906).  За даними Бюро перепису населення США в 2010 році місто мало площу 10,63 км², з яких 10,50 км² — суходіл та 0,13 км² — водойми.

### Клімат
| Клімат : Кінгфішер                      | Клімат : Кінгфішер | Клімат : Кінгфішер | Клімат : Кінгфішер | Клімат : Кінгфішер | Клімат : Кінгфішер | Клімат : Кінгфішер | Клімат : Кінгфішер | Клімат : Кінгфішер | Клімат : Кінгфішер | Клімат : Кінгфішер | Клімат : Кінгфішер | Клімат : Кінгфішер | Клімат : Кінгфішер |
| Показник                                | Січ.               | Лют.               | Бер.               | Квіт.              | Трав.              | Черв.              | Лип.               | Серп.              | Вер.               | Жовт.              | Лист.              | Груд.              | Рік                |
| Абсолютний максимум, °C                 | 29,4               | 33,9               | 37,8               | 39,4               | 40,6               | 45,0               | 46,1               | 47,8               | 43,3               | 38,3               | 32,2               | 31,1               | 47,8               |
| Середній максимум, °C                   | 8,6                | 12,1               | 17,4               | 22,4               | 26,9               | 31,9               | 35,1               | 34,6               | 29,9               | 23,8               | 15,6               | 9,9                | 22,4               |
| Середній мінімум, °C                    | −4,2               | −1,4               | 3,2                | 8,2                | 13,7               | 18,8               | 21,4               | 20,7               | 16,3               | 9,8                | 2,8                | −2,3               | 9,0                |
| Абсолютний мінімум, °C                  | −26,7              | −28,9              | −19,4              | −9,4               | −2,2               | 7,2                | 10,6               | 6,7                | −1,7               | −11,1              | −14,4              | −25,6              | −28,9              |
| Норма опадів, мм                        | 29                 | 38                 | 68                 | 82                 | 127                | 110                | 56                 | 70                 | 90                 | 65                 | 60                 | 41                 | 837                |
| Вологість повітря, %                    | 72                 | 70                 | 71                 | 69                 | 73                 | 69                 | 60                 | 60                 | 65                 | 69                 | 73                 | 75                 | 69                 |
| --------------------------------------- | ------------------ | ------------------ | ------------------ | ------------------ | ------------------ | ------------------ | ------------------ | ------------------ | ------------------ | ------------------ | ------------------ | ------------------ | ------------------ |
| Джерело: Oklahoma Climatological Survey |                    |                    |                    |                    |                    |                    |                    |                    |                    |                    |                    |                    |                    |

## Демографія
Згідно з переписом 2010 року, у місті мешкали 4633 особи в 1804 домогосподарствах у складі 1217 родин. Густота населення становила 436 осіб/км².  Було 2035 помешкань (191/км²).
Расовий склад населення:
| - 83,9 % — білих - 3,8 % — корінних американців - 1,6 % — чорних або афроамериканців - 0,5 % — азіатів - 6,9 % — осіб інших рас |

До двох чи більше рас належало 3,3 %. Частка іспаномовних становила 12,4 % від усіх жителів.
За віковим діапазоном населення розподілялося таким чином: 26,2 % — особи молодші 18 років, 56,5 % — особи у віці 18—64 років, 17,3 % — особи у віці 65 років та старші. Медіана віку мешканця становила 37,0 року. На 100 осіб жіночої статі у місті припадало 91,8 чоловіків;  на 100 жінок у віці від 18 років та старших — 90,1 чоловіків також старших 18 років.
Середній дохід на одне домашнє господарство  становив 59 624 долари США (медіана — 52 044), а середній дохід на одну сім'ю — 71 624 долари (медіана — 62 074). Медіана доходів становила 60 057 доларів для чоловіків та 37 978 доларів для жінок. За межею бідності перебувало 7,9 % осіб, у тому числі 7,2 % дітей у віці до 18 років та 16,4 % осіб у віці 65 років та старших.
Цивільне працевлаштоване населення становило 2069 осіб. Основні галузі зайнятості: освіта, охорона здоров'я та соціальна допомога — 14,8 %, роздрібна торгівля — 12,9 %, виробництво — 12,5 %.